# شرکت کافی‌شاپ
شرکت کافی‌شاپ (انگلیسی: Coffeeshop Company) شرکت کافی‌شاپ‌های زنجیره‌ای اتریشی است، که در سال ۱۹۹۹ تأسیس شد.